# Богдана (Селаж)
Богдана (рум. Bogdana) — село у повіті Селаж в Румунії. Входить до складу комуни Бучумі.
Село розташоване на відстані 374 км на північний захід від Бухареста, 18 км на південь від Залеу, 52 км на північний захід від Клуж-Напоки.

## Населення
За даними перепису населення 2002 року у селі проживали 476 осіб. Рідною мовою 473 особи (99,4%) назвали румунську.
Національний склад населення села:
| Національність | Кількість осіб | Відсоток |
| -------------- | -------------- | -------- |
| румуни         | 371            | 77,9%    |
| цигани         | 105            | 22,1%    |